# Autovía de la Sagra
La autovía de la Sagra (CM-41 y CM-43, dependiendo del tramo), es una autovía de 44 kilómetros de longitud perteneciente a la red de carreteras de Castilla-La Mancha que comunica las autovías  A-5  y  A-42  a través de la comarca de la Sagra en la provincia de Toledo y que continúa hasta enlazar con la carretera  CM-4001  en el término municipal de Añover de Tajo.

## Nomenclatura
La autovía de la Sagra resulta peculiar en recibir dos identificadores,  CM-41  y  CM-43 , ambos pertenecientes a la red de autovías de Castilla-La Mancha. Esto se debe a que, originalmente, tras enlazar con la A-42 a la altura de Illescas, la autovía de la Sagra debía bifurcarse en dos tramos distintos, uno para enlazar con la A-4 y otro, CM-43, para enlazar con la CM-4001 cerca de Añover de Tajo. Tras la paralización de las obras sin embargo, la CM-41 no se bifurca y continua, a partir del kilómetro 30, bajo la denominación de CM-43.

## Historia
El proyecto original contemplaba tres tramos de hasta 70 km en total con una inversión de 200 millones de euros.
El primer tramo, de 29.5 kilómetros, uniría la  A-5  desde en enlace a la altura de Valmojado con la  A-42  en Illescas. A partir de aquí, se bifurcaría en dos tramos, uno para enlazar con la  A-4  en Seseña y otro tramo que enlazaría con la carretera  CM-4001  en Añover de Tajo, carretera que será desdoblada como  A-40 , y que conecta Toledo con la autovía del Sur.
Sin embargo, solo se ha llevado a cabo la ejecución del primer tramo, inaugurado el 4 de mayo de 2011 y el tercer tramo, denominado  CM-43 , de unos 14 kilómetros, hasta el término municipal de Añover de Tajo

## Trazado
La CM-41 se inicia a la altura del punto kilométrico 45 de la A-5, a la altura de Valmojado. Para poder ejecutar el enlace de la CM-41 con la A-5, se tuvo que modificar la antigua salida 45 de la A-5 y la antigua N-V en su enlace con la A-5 sentido Badajoz, construyendo una rotonda en la antigua N-V y un acceso a la CM-41 para los vehículos provenientes del centro de Valmojado.
Posteriormente, la primera salida de la CM-41 enlaza esta carretera con la carretera autonómica  CM-4003  hacia Valmojado, Las Ventas de Retamosa y Camarena. Un par de kilómetros después, hay una salida de esta carretera hacia la localidad de Casarrubios del Monte, que se bifurca en dos ramales: uno hacia Casarrubios del Monte (Este) y otro hacia al acceso Oeste de Casarrubios del Monte.
Una de las obras más importantes de esta autovía es el viaducto de 626 metros de longitud que tiene sobre el río Guadarrama para minimizar el impacto ambiental. Justo al inicio de este puente se encuentran las salidas hacia Chozas de Canales por un lado y hacia la antigua carretera entre Casarrubios del Monte y Cedillo del Condado. 
Después, tiene salidas hacia Palomeque, Cedillo del Condado, Lominchar e Illescas, donde concluye el primer tramo de la Autovía de La Sagra, a la altura del enlace con la A-42. A partir de aquí, la autovía se convierte en la denominada CM-43. Su primera salida da servicio a la población de Pantoja, para cruzar sobre el arroyo Guatén por un viaducto de 33,42 metros. Seguidamente, tiene salidas hacia Numancia de la Sagra, Alameda de la Sagra y finalmente Añover de Tajo mediante la  CM-4004 .

### Futuro
El 16/02/2015 se publicó una resolución en el Diario Oficial de Castilla-La Mancha aprobando el trazado para prolongar la CM-43 hasta Añover de Tajo, para que enlace con la carretera  CM-4001  en el punto kilométrico 23,5 lo que supondría concluir el tercer tramo del proyecto. Por el momento, no se contempla concluir el segundo tramo hasta la A-4 cerca de Borox.

## Tramos
| Denominación | Tramo                                                       | Año servicio / Estado (2025)                                                     | km   |
| ------------ | ----------------------------------------------------------- | -------------------------------------------------------------------------------- | ---- |
| CM-41        | A-5 Valmojado - Illescas CM-43                              | 2011                                                                             | 23,5 |
|              | Tramo CM-41 : ( CM-43 Illescas - Aranjuez CM-4001 A-4 R-4 ) | En nueva redacción de proyecto y nuevo estudio (pendiente relicitación de obras) | 15   |
| CM-43        | CM-41 Illescas - Añover de Tajo                             | 2011                                                                             | 20,1 |
| CM-43        | Añover de Tajo - CM-4001                                    | 2017                                                                             | 0,9  |
|              | CM-4001 - Mora CM-42                                        | Estudio informativo                                                              | -    |

## Salidas

### Como CM-41
| Número de Salida | Nombre de Salida                                                            | Carretera que enlaza |
| ---------------- | --------------------------------------------------------------------------- | -------------------- |
|                  | Madrid - Navalcarnero - Maqueda - Talavera de la Reina - Badajoz - Portugal | E-90 A-5             |
| 2                | Las Ventas de Retamosa Camarena Valmojado                                   | CM-4003              |
| 6                | Casarrubios del Monte Polígono industrial                                   | CM-9425              |
| 13               | Chozas de Canales                                                           | TO-1927              |
|                  | Viaducto sobre el río Guadarrama - 626 metros                               |                      |
| 16               | Palomeque                                                                   | CM-9426              |
| 19               | Cedillo del Condado Lominchar                                               | TO-2515              |
| 22               | Cedillo del Condado Yuncos                                                  | CM-4004              |
| 28               | Illescas Toledo Madrid                                                      | A-42                 |
|                  | Continúa como CM-43                                                         | CM-43                |

### Como CM-43
| Número de Salida | Nombre de Salida                                | Carretera que enlaza |
| ---------------- | ----------------------------------------------- | -------------------- |
|                  | Continúa de la CM-41                            | CM-41                |
| 3                | Pantoja Numancia de la Sagra                    | CM-4004              |
|                  | Viaducto sobre el arroyo Guatén -- 33,42 metros |                      |
| 10               | Alameda de la Sagra Pantoja                     | CM-4004              |
| 13               | Añover de Tajo                                  | CM-4001              |
|                  | FIN DE LA AUTOVÍA                               | CM-4001              |